# Artemiusz Czkwianianc
Artemiusz Czkwianianc (ur. 7 listopada 1939 w Łodzi, zm. 18 listopada 2020 tamże) – polski specjalista w zakresie budownictwa, prof. dr hab. inż.
Wieloletni pracownik Wydziału Budownictwa, Architektury i Inżynierii Środowiska Politechniki Łódzkiej, kierownik Katedry Budownictwa Betonowego w latach 1996–2010. Specjalista w dziedzinie konstrukcji betonowych, ekspert technologii masywów betonowych i metod ich monitorowania. Autor lub współautor ponad 150 opinii technicznych oraz ekspertyz z zakresu budownictwa ogólnego, konstrukcji żelbetowych i sprężonych. Współtwórca dwóch patentów. Był również konsultantem i weryfikatorem wielu projektów konstrukcyjnych, m.in. projektu Filharmonii Łódzkiej.
Według opracowanej przez prof. Artemiusza Czkwianianca i jego współpracowników nowatorskiej technologii były betonowane fundamenty pod turbozespoły w elektrowni Turów i Opole, fundamenty w elektrowni Pątnów II (w tym fundamenty pod kotłownię o wymiarach 49,0 × 49,0 × 3,5 m i kubaturze ok. 7500 m³, betonowane „non stop” przez trzy doby), fundamenty Świątyni Opatrzności Bożej w warszawskim Wilanowie, wszystkie obiekty masywne przy budowie nowego bloku 852 MW w Bełchatowie, w tym największy w Europie fundament o kubaturze około 15 000 m³, fundament w elektrowni Połaniec oraz takie obiekty w budownictwie drogowym jak fundament pod pylon mostu we Wrocławiu i wiadukt na autostradzie A2 koło Bośni, a także zbiorniki Oczyszczalni Ścieków Łódzkiej Aglomeracji Miejskiej i zbiorniki w Oczyszczalni Ścieków w Katowicach, w tym reaktora biologicznego o wymiarach w rzucie ok. 120 × 120 m, wykonanego bez dylatacji.

## Życiorys
W 1956 r. zdał maturę w XV Liceum Ogólnokształcącym Towarzystwa Przyjaciół Dzieci im. Mikołaja Kopernika w Łodzi. Od 1963 r. był członkiem Polskiego Związku Inżynierów i Techników Budownictwa (PZITB), w którym pełnił funkcje sekretarza oraz przewodniczącego Koła Zakładowego przy Politechnice Łódzkiej, jak również przewodniczącego Komisji Nauki Oddziału Łódzkiego PZITB. W 1970 r. Obronił pracę doktorską. Został zatrudniony na stanowisku kierownika w Katedrze Budownictwa Betonowego na Wydziale Budownictwa Architektury i Inżynierii Środowiska Politechniki Łódzkiej.W latach 1980–1986 pełnił funkcję dyrektora ds. nauki w Instytucie Inżynierii Budowlanej PŁ. W 1993 roku obronił rozprawę habilitacyjną pt. "Metoda nieliniowej analizy żelbetowych elementów prętowych". W latach 1996–2010 był kierownikiem Katedry Budownictwa Betonowego Politechniki Łódzkiej. W 2006 roku został profesorem zwyczajnym.

## Nagrody
Nagroda Polskiego Związku Inżynierów i Techników Budownictwa im. Wacława Żenczykowskiego za wybitne osiągnięcia naukowe w dziedzinie budownictwa przyznana w 1996.

## Życie prywatne
Był wnukiem Stanisława Majerskiego i Zofii Majerskiej z domu Thullie (krewnej Maksymiliana Thulliego, profesora Politechniki Lwowskiej oraz nestora polskich żelbetników) oraz Artema Czkwianianca, który pod koniec XIX wieku przyjechał z Armenii do Łodzi. Rodzice i dziadkowie Artemiusza Czkwianianca prowadzili od 1892 roku znany sklep artykułów kolonialnych przy ulicy Piotrkowskiej 23, od 1916 roku przy Piotrkowskiej 69.
Żona - Jolanta z d. Funkiewicz, wykładowczyni i pracowniczka Katedry Budownictwa Betonowego PŁ.